# Museu suís de la càmera fotogràfica
El Museu suís de la càmera fotogràfica (en francès: Musée suisse de l'appareil photographique) és un museu especialitzat en càmeres fotogràfiques situat a Vevey.
La col·lecció permanent del museu permet un recorregut per la història de la fotografia a través d'una col·lecció de càmeres fotogràfiques antigues. Menció especial mareix la col·lecció de càmeres de la marca «Alpa» que van ser produïdes a Suïssa.

## Història

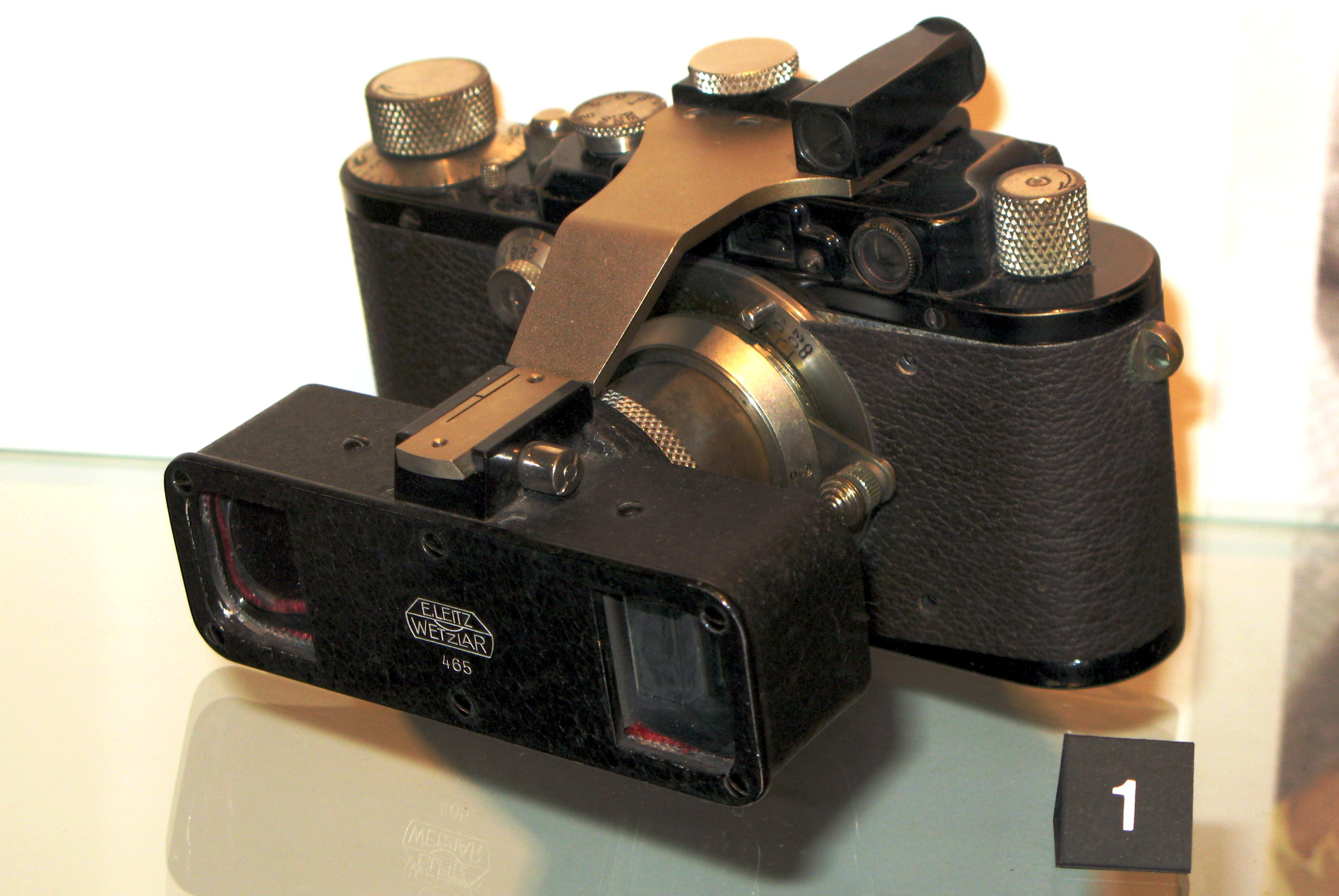
Càmera estereoscòpica Leica.

Des de 1971 la ciutat de Vevey va acollir una exposició retrospectiva de la història de la fotografia basada en la col·lecció de càmeres de Michel Auer, l'èxit de la qual va proporcionar la idea de crear un museu dedicat a les càmeres fotogràfiques. Fundat per Claude-Henry Forney es va obrir al públic el 1979 en el número 5 de la Gran Place, però el 1989 es va traslladar a un edifici del segle xviii restaurat per l'arquitecte H. Fovanna que està situat en el carreró dels Anciens-Fossés i unit a un edifici contigu situat en la Gran Place mitjançant un pas subterrani, i que va permetre realitzar una ampliació com la que va fer l'arquitecte Joel Brönnimann el 2001.
El museu és una institució dependent de la ciutat de Vevey i disposa del suport dels Amics del Museu i de la Fundació amb el mateix nom. Dirigida des de 2012 per Pascale i Jean-Marc Bonnard Yersin, i que està catalogat com a monument cultural suís d'importància nacional.